# Aldealengua de Pedraza
Aldealengua de Pedraza ist eine Gemeinde in der spanischen Provinz Segovia. Sie liegt im Süden der Autonomen Region Kastilien und León, an der Nordwestabdachung der Sierra de Guadarrama. Sie hat 79 Einwohner (Stand: 2024). Die Gemeinde besteht aus den Ortschaften Ceguilla, Cotanillo, Galíndez und Martincano sowie der namensgebenden Wüstung Aldealengua.

## Geographie
Aldealengua de Pedraza liegt etwa 28 Kilometer nordöstlich vom Stadtzentrum von Segovia in einer Höhe von ca. 1205 m. 
Aldealengua de Pedraza befindet sich innerhalb der Zone des kontinentalen mediterranen Klimas.

## Bevölkerungsentwicklung
| Jahr      | 1970 | 1981 | 1991 | 2001 | 2011 | 2021 |
| Einwohner | 101  | 111  | 93   | 96   | 80   | 81   |

## Sehenswürdigkeiten
- Kirche Mariä Himmelfahrt in Martincano

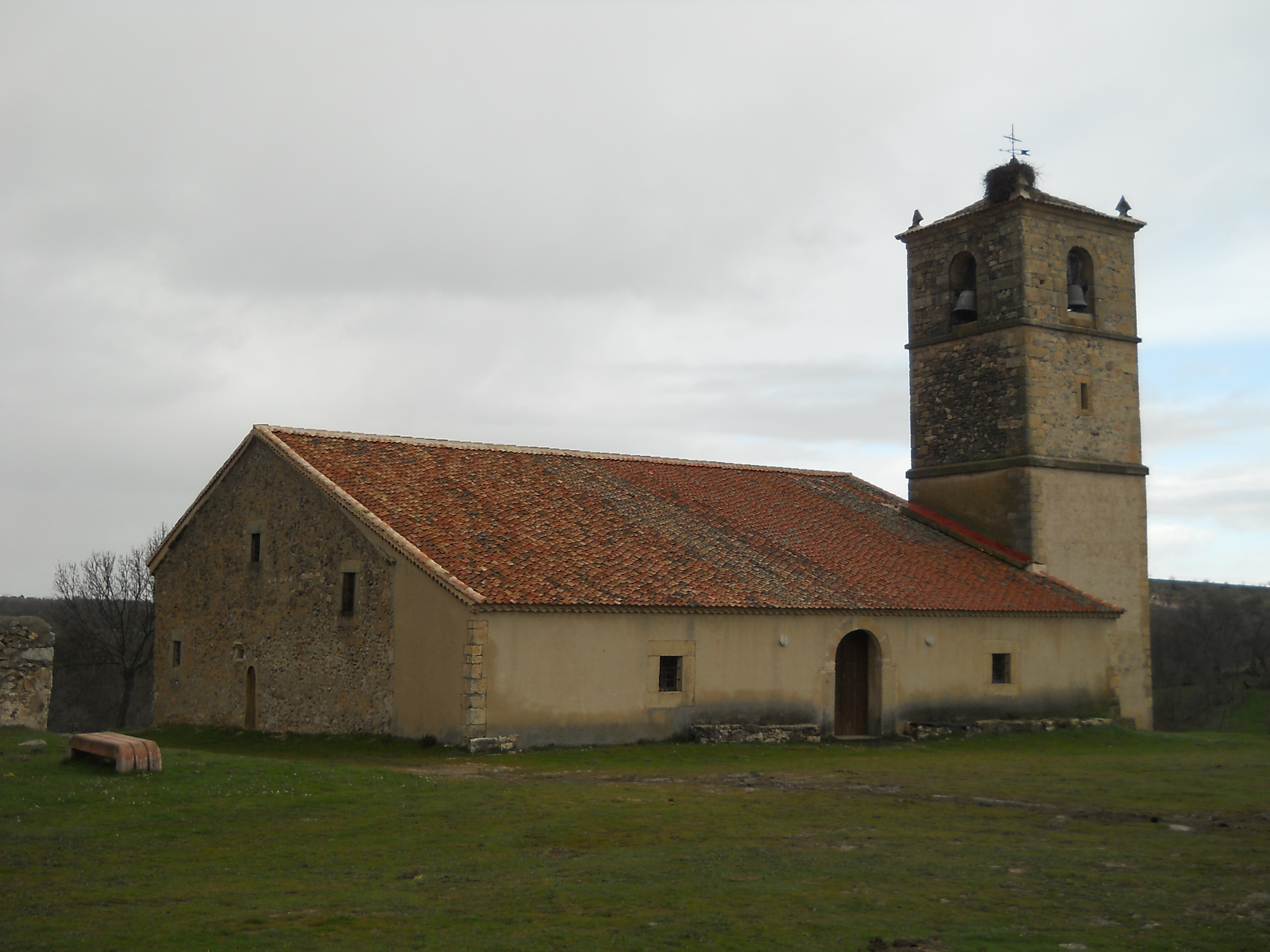
Kirche Mariä Himmelfahrt